# Саркісов Едуард Рачикович
Едуард Саркісов (рос. Эдуа́рд Ра́чикович Сарки́сов; нар. 5 квітня 1971, Новоросійськ, СРСР) — радянськи та російський футболіст, півзахисник, згодом — російськи тренер. Майстер спорту СРСР (1991).

## Клубна кар'єра
Вихованець ДЮСШ «Чорноморець». Перший тренер — Анатолій Іванович Бутков. У футбольну школу Едуарда привів батько, який сам свого часу грав за «Цемент». У грі з однолітками з Ворошиловградського інтернату його помітили тренери гостей і покликали до себе. У 1989 році, після закінчення інтернату, повернувся до Новоросійська. У 1990 році перейшов в клуб вищої ліги СРСР єреванський «Арарат». Разом з командою в 1991 році зайняв в лізі 7-ме місце, вийшов до півфіналу Кубку СРСР 1990/91. Розраховував й надалі грати в «Арараті», підписав контракт ще на три роки. Однак союзний чемпіонат припинив своє існування й він змушений був піти. Незабаром на нього вийшов донецький «Шахтар», але Володимир Георгійович Бут, віце-президент новоросійського клубу, умовив гравця повернутися додому. У першості Росії дебютував у 1992 році в складі новоросійського «Гекріса». У ньому ж, вже під назвою «Чорноморець», зіграв у Вищій лізі Росії в 1995 році. З 1996 по 1998 рік грав за «Кубань».
У 1999 році перейшов до івано-франківського «Прикарпаття» з вищої ліги чемпіонату України. У футболці «Прикарпаття» дебютував 7 березня 1999 року у переможному (1:0) домашньому поєдинку 16-го туру вищої ліги чемпіонату України проти кіровоградської «Зірки». Едуард вийшов на поле в стартовому складі, а на 52-ій хвилині його замінив Мамука Джугелі. У чемпіонаті України за івано-франківську команду зіграв 13 матчів. Сезон 2000 року провів у «Жемчужині».

## Кар'єра тренера
У 2006 році почав працювати помічником головного тренера в «Чорноморці», наприкінці року очолив команду, проте ненадовго. У 2007 році керував клубом «Спартак-УГП». 2008 рік провів як старший тренер Школи бразильського футболу в Росії. У 2009 році повернувся на роботу як помічник головного тренера в «Чорноморець», де потім, з травня по червень, був виконувачем обов'язків після відставки Миколи Южаніна. У 2011 році очолив дебютанта Другого дивізіону клуб «Слов'янський». З липня 2013 по 2 січня 2015 — головний тренер футбольного клубу «Витязь» (Кримськ). Влітку 2015 року знову повернувся в рідний «Чорноморець» як головний тренер.

## Досягнення
- Друга ліга СРСР
  -  Срібний призер (1): 1989

- Перший дивізіон чемпіонату Росії
  -  Чемпіон (2): 1993 (зона «Захід»), 1994
  -  Бронзовий призер (1): 1992